# Pi-komplex

pi-komplex av en biarylsyntes (Ullmankoppling).

Pi-komplex, egentligen π-komplex, är koordinationsföreningar mellan metaller och omättade organiska föreningar där den senares π-elektroner fyller ut så kallade elektronluckor hos metallen. De är baserade på interaktion mellan elektronparen i en dubbelbindning och de fria koordinationsställena, ofta hos en övergångsmetall.

## Begreppsproblematik
Ofta syftar definitionen på växelverkan mellan en besatt π-orbital inom liganden med en ledig koordinationsplats (oftast en ledig σ*-orbital) hos den centrala atomen. Men det kan också uppstå under normala elektronpar - givare (σ-givare) ofta kallade donatorer, genom växelverkan mellan π-elektronparet i den centrala atomen med en ledig σ*-orbital hos liganden, men som då inte kallas π-komplex. Av denna anledning rekommenderar lUPAC att undvika användningen av termen och föredrar termen π-addukt för riktad växelverkan mellan en π-orbital och en π- eller σ-orbital, oavsett om det är den centrala atomen eller liganden.

## Betydelse
Oftast hittar man π-komplex i organisk kemi, där det är av stor betydelse i förklaringen av reaktionsmekanismer. I detta sammanhang är de ofta kända i elektroniska additions- och substitutionsreaktioner. De är kända vid reaktioner mellan halogener såsom brom eller jod med en dubbelbindning eller med ett aromatiskt system (bensen) eller som viktiga mellanprodukter i allylisk substitution och olefinmetates. π-komplex spelar också en roll i Sonogashira-kopplingen och liknande övergångsmetallkatalyserade kopplingsreaktioner. I kopparcykeln, i vilken kopparacetylid alstras in situ, uppstår det som ett π-komplex mellan π-elektroner av trippelbindningen hos den slutliga alkynen och kopparatomen i kopparhalogeniden som krävs som katalysator.
I vidare betydelse betecknar termen alla typer av elektroniska donator-acceptor-komplex.